# Ethiopian Airlines
Ethiopian Airlines (amhàric: የኢትዮጵያ አየር መንገድ, Yäitəyop'əya 'äyärə mänəgädə) és una companyia aèria d'Etiòpia. Té el seu quarter general a l'aeroport de Bole a Addis Ababa, la capital del país. És la companyia aèria de bandera del seu país. Té destinacions a 50 països del món i vols interiors a 35 localitats.
Ethiopian Airlines és la companyia aèria més gran de l'Àfrica en nombre de passatgers. En tota la seva història ha patit tres accidents.

## Història

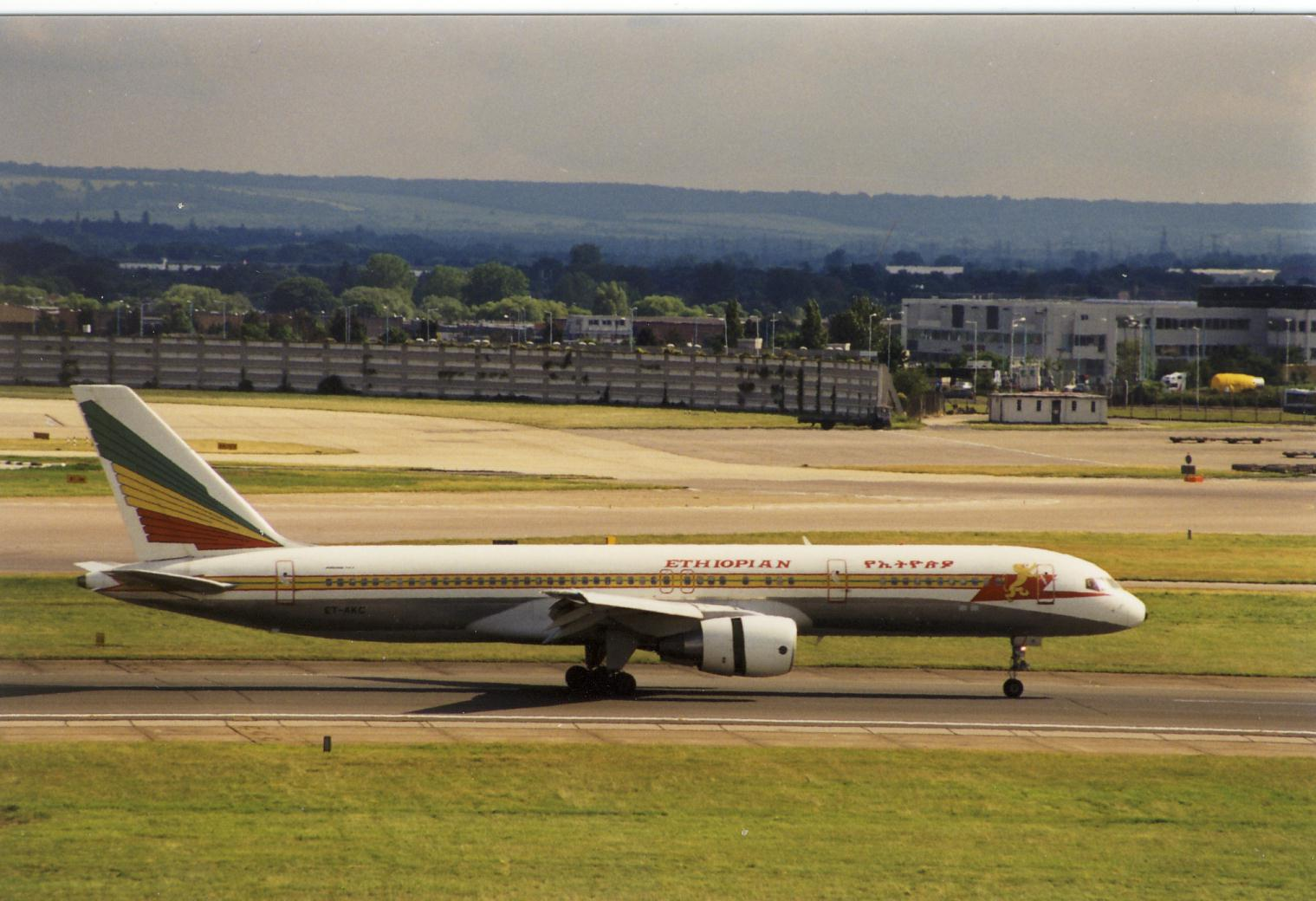
Avió Boeing 757-200 de la companyia d'Etiòpia, aterrant a Heathrow (Londres) el 1998.

Aquesta comapanyia va ser fundada el 1945 per l'emperador etíop Haile Selassie amb assistència de la companyia TWA. El 1958 va fer el primer vol intercontinental arribant a Frankfurt. És propietat totalment del govern d'Etiòpia. El 2007 tenia 4.700 empleats.

## Incidents i accidents
El 15 de setembre del 1988, el vol 604 amb un Boeing 737-200, va empassar-se uns coloms en els dos motors poc després d'envolar-se des de Bahir Dar a Etiòpia i s'estavellà. Moriren 31 dels 105 passatgers.
El 23 de novembre de 1996, el vol 961 amb un Boeing 767-200ER va ser segrestat per tres pirates aeris quan es dirigia a Abidjan, en un intent d'aterratge forçós a les illes Comores, ja sense combustible i amb un motor parat, s'estavellà al mar. Moriren 123 dels 175 passatgers i els tres pirates aeris.
El 25 de gener del 2010, el vol 409 amb un Boeing 737-800 s'estavellà poc després d'enlairar-se a l'aeroport Rafic Hariri de Beirut; les 90 persones que hi viatjaven moriren.